# Nikolái Gagen
Nikolái Aleksándrovich Gagen (en ruso: Никола́й Алекса́ндрович Га́ген; San Petersburgo, Imperio ruso, 12 de marzojul./ 24 de marzo de 1895greg. – Moscú, Unión Soviética, 20 de mayo de 1969) fue un comandante militar soviético. Se unió al Ejército Rojo en 1919. Participó en la Primera Guerra Mundial, la guerra civil rusa y en la Segunda Guerra Mundial, donde alcanzó el grado de teniente general (1943).

## Biografía

### Infancia y juventud
Nikolái Gagen nació el 24 o 23 de marzo de 1895 en Lajta cerca de San Petersburgo en la gobernación de San Petersburgo (Imperio ruso) su padre A.K. Gagen: era el administrador de la propiedad de los condes Stenbock-Fermor en Lajta. Educado en la escuela real Alatyr.
En junio de 1915, el comandante militar del distrito de Kazán lo movilizó en el Ejército Imperial Ruso y lo alistó en el 94.º batallón de fusileros de reserva del distrito militar de Kazán. En agosto del mismo año fue enviado a estudiar a Kiev en la 3.ª escuela de enseñas. Después de graduarse en diciembre de 1915, fue ascendido a alférez y asignado al 198.° Batallón de Fusileros de Reserva. Posteriormente, como parte del 20.º Regimiento de Fusileros de Galitzia de la 5.ª División de Fusileros, combatió en el Frente Occidental. Fue dos veces conmocionado y envenenado con cloro durante un ataque con gas.
En noviembre de 1917, fue nombrado ayudante principal de la sede de la división, capitán de estado mayor. De febrero a diciembre de 1918 estuvo en cautiverio, en los campos de prisioneros de guerra de Dengolm y Preussisch-Vholland, y luego regresó a casa. Durante la Guerra civil rusa en julio de 1919, fue nuevamente reclutado esta vez por el Ejército Rojo y nombrado comandante de la compañía de la escuela militar de Simbirsk. Luego sirvió en el Regimiento Especial de Simbirsk del Frente Oriental, donde fue comandante de batallón y comandante asistente de regimiento. Participó en la represión del levantamiento cosaco en la ciudad de Petropavlovsk (Kazajistán).

### Periodo de entreguerras
Después de la guerra, comandó un batallón en las escuelas militares de Simbirsk y Sarátov. En marzo de 1929 se graduó en la Escuela Superior Pedagógica Militar del Ejército Rojo en Leningrado y fue nombrado comandante de batallón y profesor de táctica en la escuela de comandantes de reserva de Sarátov. A partir de mayo de 1930 estuvo al mando del 96.º regimiento de fusileros de la 32.ª División de Fusileros. En septiembre de 1931 fue trasladado a la 53.ª División de Fusileros como comandante del 157.º Regimiento de Fusileros, En abril de 1933, fue designado comandante asistente de esta división. Desde septiembre de 1935, ejerció como jefe de transporte y suministro de ropa de la sede del Distrito Militar del Volga. Desde junio de 1938, subdirector de la unidad de entrenamiento de combate de la Escuela de Infantería de Kazán. En julio de 1940, fue ascendido a Comandante de la 153.ª División de Fusileros.

### Segunda Guerra Mundial
En junio de 1941, al comienzo de la invasión alemana de la Unión Soviética, la división bajo su mando integrada en el 20.º Ejército del Frente Occidental libró duros combates contra loa alemanes que intentaba penetrar en la ciudad de Vítebsk. En julio-agosto, la división fue rodeada, luego rompió el cerco enemigo, cruzó el río Chernitsa y combatió hasta que cruzó el río Dnieper donde nuevamente alcanzó las líneas soviéticas. De agosto a septiembre de 1941, la división libró duras batallas defensivas en el área de Yelnia durante la batalla de Smolensk. Por el heroísmo y el coraje de las tropas bajo su mando en las batallas cerca de Yelnia, en septiembre de 1941, la división fue renombrada como 3.ª División de Fusileros de Guardias.
Luego, como parte de las tropas del 54.º Ejército del Frente de Leningrado, la división luchó en el área de la estación de Mga del óblast de Leningrado. De noviembre a diciembre de 1941, la división, actuando como parte del Grupo Operativo Vóljov, defendió la localidad homónima, y en la segunda quincena de diciembre, pasó a la ofensiva y avanzó hacia el oeste desde la ciudad hasta 70 kilómetros, liberando en el proceso 52 localidades. En noviembre de 1941 fue ascendido a mayor general. En enero de 1942, fue nombrado comandante del recién constituido 4.º Cuerpo de Fusileros de la Guardia, formado sobre la base de su antigua división la 3.ª División de Fusileros de la Guardia. Con este Cuerpo, luchó bajo el 54.° Ejército en la ofensiva de Liubán, y en septiembre de 1942 bajo el 8.° Ejército en la ofensiva de Siniávino. En mayo de 1943, fue asignado al mando del 57.º Ejército como parte del Frente Suroeste (el 9 de agosto fue integrado en el Frente de la Estepa, y el 20 de octubre, en el Segundo Frente Ucraniano). En este puesto, participó en la ofensiva Belgorod-Járkov y en la batalla del Dniéper.
El 28 de abril de 1943 se le concedió el grado de teniente general. En febrero de 1944, su ejército fue transferido al Tercer Frente Ucraniano (comandante, general de ejército Rodión Malinovski) y participó en la ofensiva de Bereznegovatoye-Snigirevka. En la ofensiva de Odesa, Gagen controló hábilmente al ejército al romper las defensas enemigas en la margen derecha del río Bug Meridional, asegurando de esta manera la entrada en el avance del grupo de caballería mecanizada y del cuerpo de tanques. En la subsiguiente Segunda Ofensiva de Jassy-Kishinev, las tropas del 57.º Ejército tuvieron una destaca participaron, al romper las fuertes defensas enemigas, repeler sus contraataques, rodear y derrotar al grupo de tropas del Eje desplegadas en los alrededores de Chisináu.
Entre el 29 de octubre de 1944 al 16 de enero de 1945, estuvo a disposición de la Dirección General de Personal. En enero de 1945, regresó al servicio activo y se le dio el mando del 26.º Ejército del Tercer Frente Ucraniano, desplegado en el sur de Transdanubia, donde participó en la ofensiva de Budapest, la ofensiva del Lago Balatón y la ofensiva de Viena.
El 24 de junio de 1945 el teniente general Nikolái Gagen participó en el histórico Desfile de la Victoria en la Plaza Roja de Moscú.

### Posguerra
Después del final de la guerra en Europa, siguió siendo el comandante del 26.º Ejército hasta su disolución en septiembre de 1945. En diciembre de 1945 se convirtió en el comandante del 3.º Cuerpo de Fusileros de Montaña en el Distrito Militar de los Cárpatos. En febrero de 1947, se convirtió en el subcomandante del Distrito Militar de Primorsky y, en 1953, en el subcomandante de entrenamiento de combate del Distrito Militar del Lejano Oriente. Permaneció en este cargo hasta enero de 1959, cuando fue trasladado a la reserva por mala salud.
Después de su paso a la reserva, se mudó a Moscú, donde vivió hasta su muerte el 20 de mayo de 1969.

## Promociones
- Coronel (1940)
- Kombrig (29 de octubre de 1939).
- Mayor general (9 de noviembre de 1941).
- Teniente general (28 de abril de 1943).[2]

## Condecoraciones

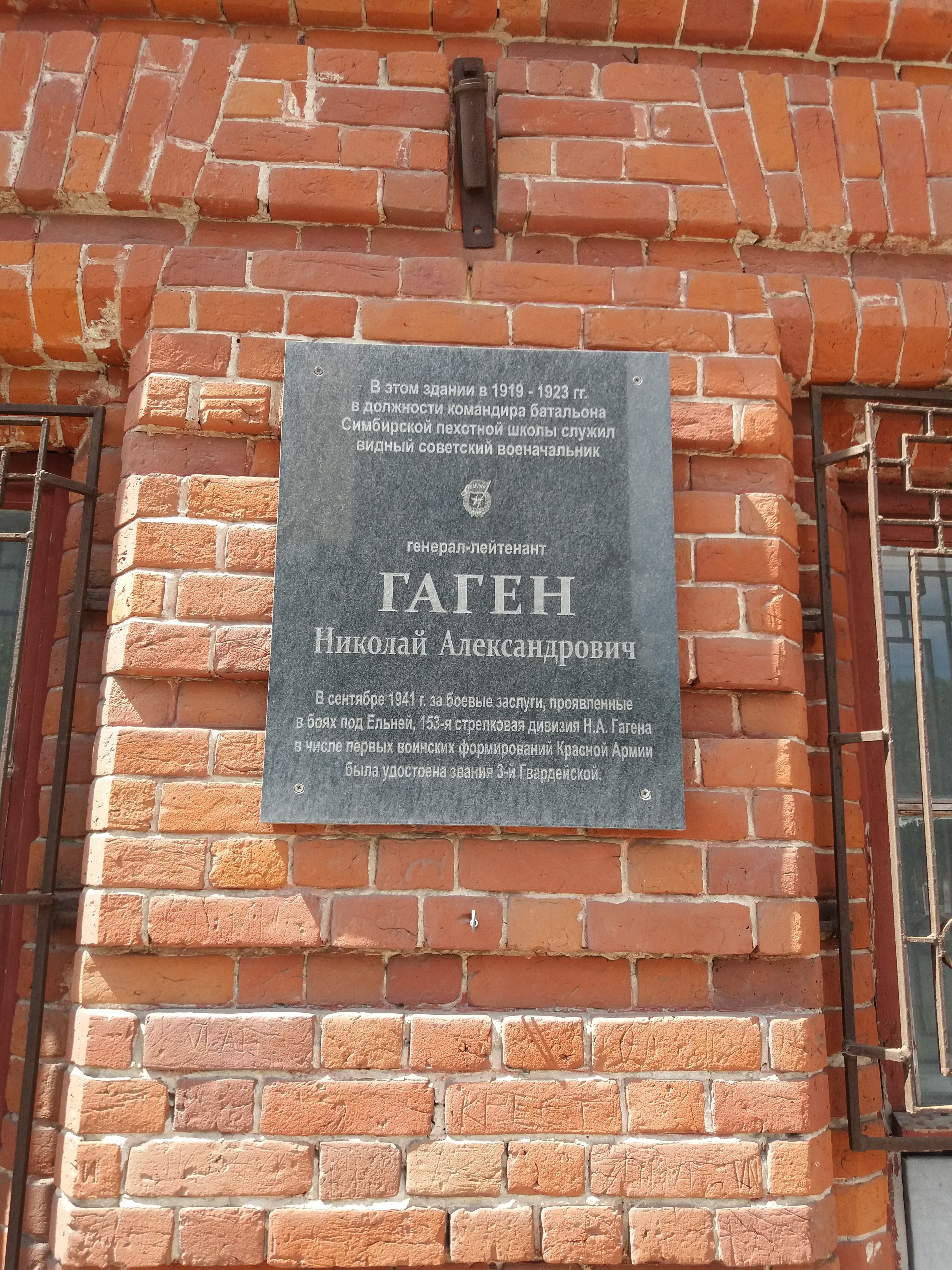
Placa conmemorativa en el edificio UTU en Uliánovsk (Rusia)

A lo largo de su carrera militar, Nikolái Gagen recibió las siguientes condecoraciones
|  | Orden de Lenin, dos veces                                                                       |
|  | Orden de la Bandera Roja, cuatro veces                                                          |
|  | Orden de Suvórov de 1.er grado                                                                  |
|  | Orden de Suvórov de 2.do grado                                                                  |
|  | Orden de Kutúzov de 1.er grado, dos veces                                                       |
|  | Orden de Bohdán Jmelnitski de 1.er grado                                                        |
|  | Medalla por la Defensa de Stalingrado (1942)                                                    |
|  | Medalla por la Conquista de Budapest                                                            |
|  | Medalla por la Conquista de Viena                                                               |
|  | Medalla por la Liberación de Belgrado                                                           |
|  | Medalla por la Victoria sobre Alemania en la Gran Guerra Patria 1941-1945 (1945)                |
|  | Medalla Conmemorativa del 20.º Aniversario de la Victoria en la Gran Guerra Patria de 1941-1945 |
|  | Medalla del 20.º Aniversario del Ejército Rojo de Obreros y Campesinos                          |
|  | Medalla del 30.º Aniversario de las Fuerzas Armadas de la URSS                                  |
|  | Medalla del 40.º Aniversario de las Fuerzas Armadas de la URSS                                  |
|  | Medalla del 50.º Aniversario de las Fuerzas Armadas de la URSS                                  |
|  | Orden del Imperio Británico (Reino Unido)                                                       |
|  | Orden de la Estrella Partisana (Yugoslavia)                                                     |
|  | Medalla de la Amistad Chino-Soviética (República Popular de China)                              |